# Завод кальцинованої соди в Александрії
Завод кальцинованої соди в Александрії — виробничий майданчик на півночі Єгипту.
Завод, що почав роботу в 1975 році, використовував «аміачний процес» для виробнцитва кальцинованої соди (карбонату натрію). Станом на другу половину 1980-х потужність майданчику по цьому продукту становила 77 тисяч тонн на рік. Крім того, випускали 2 тисячі тонн гідрокарбонату натрію (бікарбонату натрію). Гідрокарбонат є проміжним продуктом в отриманні карбонату, проте частину його можливо вилучити з процесу та реалізувати як товарний продукт.
Для продукування технологічної пари в 1975-му встановили три парові котла продуктивністю 50 тонн на годину, а в 1985-му додали ще один такий же. Того ж 1985-го запустили дві парові турбіни електричною потужністю 7,2 МВт. Станом на кінець 1980-х велись роботи з монтажу парового котла від   Deutsche Babcock продуктивністю 100 тонн на годину, після чого збирались вивести з експлуатації два старі котла. Це енергетичне господарство запроектували на спалювання 60 тисяч тонн мазуту на рік, проте в подальшому з появою в районі Александрії ресурсу блакитного палива майданчик перевели на газ (індустріальна зона, де знаходиться завод, може отримувати живлення від газопроводу Меадія — Амірія).
Головною сировиною для продукування карбонату натрію (так само, як і для електролізного напрямку) є хлорид натрію, який отримували з розташованого біч-о-біч майданчику компанії El Naser Saline Company. Окрім солі виробництво потребувало чимало вапняку та певні обсяги коксу (останній надходив з коксохімічнаго заводу в Хелвані). Станом на другу половину 1980-х при роботі на проектній потужності річна потреба в сировині становила 200 тисяч тонн хлориду натрію, 260 тисяч тонн вапняку та 22 тисячі тонн коксу).
Наприкінці 1990-х завод пройшов модернізацію та міг виробляти 130 тисяч тонн соди.
Понад два десятиліття майданчиком опікувалась інкорпорована на початку 1980-х компанія Misr Chemical Industries. В 2006-му завод викупила бельгійська компанія Solvey (засновник якої інженер Сольве розробив у середині 19 століття аміачний метод отримання соди), що діяла в Єгипті через компанію Solvay Alexandria Sodium Carbonate (SASC).
В 2014-му відбулось зростання ціни на газу у 2,5 рази, що справило сильний негативний вплив на економіку підприємства. У підсумку в 2016-му виробництво соди припинили, хоча продовжували продукувати негашене вапно.